# بيرت غروين
بيرت غروين هو سياسي هولندي، ولد في 28 مارس 1945. نشط حزبياً في الاتحاد المسيحي. وقد انتخب عمدة هولندي ‏ وانتخب عضو مجلس الشيوخ في هولندا ‏ (28 مايو 2002 – 10 يونيو 2003).